# 瓦克拉科查湖 (胡寧區)
11°16′35″S 76°09′41.1″W / 11.27639°S 76.161417°W
瓦克拉科查湖（Waqraqucha），是秘魯的湖泊，位於該國中部胡寧大區，由胡寧省的胡寧區負責管轄，屬於曼塔羅河流域的一部分，2000年該湖西端興建高6.5米的水壩。